# Alessandro Lanza
Alessandro Lanza (Cagliari, 2 marzo 1960) è un economista italiano.
Dal marzo 2020 è Direttore della Fondazione Eni Enrico Mattei (FEEM), istituto internazionale che fornisce analisi rigorose trasversali su economia, energia e ambiente su scala globale e locale. La Fondazione Eni Enrico Mattei realizza ricerche indipendenti di alta qualità che affrontano le più grandi sfide del mondo per promuovere una comprensione diffusa delle questioni globali tra gli stakeholder e per contribuire all'impegno politico.

## Biografia
Nato a Cagliari il 2 marzo del 1960, dopo essersi laureato nel 1984 presso l'Università di Sassari in Scienze Politiche con indirizzo economico, nel 1998 porta a termine un PhD in Economia presso l'University College di Londra. Oggi, dopo aver ricoperto la posizione di Chief Economist dell'Eni, insegna presso la Business School dell'Università LUISS e da 10 anni presso l'Università LUISS di Roma.
Dal dicembre 2007 è Amministratore Delegato di Eni Corporate University, società dell'Eni S.p.A. che si occupa di formazione, selezione e reclutamento. Inoltre, è socio Fondatore della Società Italiana di Scienze sul Clima e della Italian Association of Environmental and Resource Economists (IAERE).

## Pubblicazioni
Autore di numerosi articoli di carattere scientifico e libri su temi legati all'energia e all'ambiente, tra i titolo più noti troviamo “Il cambiamento climatico" (2000), “Lo sviluppo sostenibile" (2006) e “Energia arcobaleno. Il futuro è dell'idrogeno?"(2023), tutti pubblicati con la Società editrice il Mulino. Nel 2025 ha pubblicato Super “Un secolo di energia in Italia”, per la LUISS University Press. 

## Incarichi istituzionali
Le sue esperienze professionali spaziano in ambiti accademici, istituzionali e editoriali, con un particolare focus sul settore energetico e sullo sviluppo sostenibile.
Dal 1993 al 1997 ha ricoperto il ruolo di segretario generale della European Association of Environment and Resources Economics e l'anno successivo ha ricevuto l'incarico di Principal Administrator della divisione Energia e Ambiente dell'International Energy Agency dell'OECD (Parigi). Dal 1999 al 2005 è stato nominato Lead Author per l'IPCC per il Third Assessment Report e poi nuovamente nel 2010 per il Fifth Assessment Report.
Nel 1985, ha iniziato la sua carriera presso l'Istituto di Economia delle Fonti di Energia (IEFE) dell'Università Bocconi di Milano, dove ha approfondito tematiche legate all'economia dell'energia. Successivamente, nel periodo compreso tra il 1986 e il 1987, ha lavorato al Joint Research Centre dell'Unione Europea a Ispra, in provincia di Varese, contribuendo a progetti di ricerca avanzata nel campo energetico e ambientale.
Nel biennio 1989-1990, ha proseguito la sua carriera accademica internazionale collaborando con l'Oxford Institute for Energy Studies dell'Università di Oxford, un'importante istituzione che si occupa di studi avanzati sulle problematiche energetiche globali. Durante questo periodo, ha avuto modo di approfondire la dimensione internazionale delle politiche energetiche e delle sfide che esse comportano.
Dal 1994 al 1997, ha ricoperto l'incarico di professore a contratto di Economia dell'energia presso l'Università di Torino, dove ha insegnato a studenti di economia e scienze politiche, contribuendo alla formazione di nuove generazioni di esperti nel settore.
In parallelo, dal 1997 al 2008, è stato direttore della rivista quadrimestrale Equilibri - Rivista per lo sviluppo sostenibile, pubblicata dalla casa editrice Il Mulino di Bologna. La rivista si è focalizzata su tematiche relative alla sostenibilità, all'economia ambientale e alle politiche energetiche, diventando un'importante fonte di informazione e dibattito per accademici, esperti e decisori politici.
Infine, dal 2003 al 2006, ha presieduto il Consiglio Direttivo del GEI (Gruppo Economisti di Impresa), un'associazione professionale che riunisce economisti operanti nel settore privato, con l'obiettivo di promuovere la riflessione e il dialogo sulle questioni economiche e aziendali. Questo ruolo ha ulteriormente consolidato il suo impegno verso l'analisi economica applicata e il supporto alle politiche aziendali.